# TVP3 Szczecin
TVP3 Szczecin — польський регіональний телеканал, регіональна філія суспільного мовника «TVP» з центром мовлення у Щецині.

## Регіони мовлення
- З 1 травня 1960 по 31 травня 1975: Кошалінське та Щецинське воєводства.
- З 1 червня 1975 по 31 грудня 1998: Кошалінське, Пільське, Слупське та Щецинське воєводства.
- З 1 січня 1999 — Західнопоморське воєводство.

## Історія
- 1956 року у Щецині створений Комітет суспільного телебачання.
- 27 квітня 1960 року в ефір вийшла перша місцеві програма.
- У 1969 році редакція отримала репортерський автомомбіль.
- У жовтні 1972 року в Кошаліні відкрито телевізійну редакцію.
- 1976 року отримано репортерський автомобіль з кольоровим мовленням.
- 26 квітня 1980 року запрацювала нова студія поблизу вежі PRiTV.
- У 1989 запущено програму телетексту — першу на регіональному телебаченні.
- 8 березня 1992 року розпочав мовлення «Kanał 7».
- 12 травня 2001 року редакція в Кошаліні переведена у нове приміщення.
- 3 березня 2002 року приєднався до загальнодержавної регіональної телемережі — TVP3.
- 6 жовтня 2007 року «TVP Szczecin» розпочав мовлення на частотах «TVP Info».
- 27 жовтня 2010 року телеканал розпочав мовлення у цифровому форматі DVB-T на 49-му каналі ретранслятора в Колово.
- У березні 2011 року «TVP Szczecin» розпочав регулярне мовлення у форматі 16:9.
- 19 березня 2013 року відключено аналогові передавачі телеканалу.
- 1 вересня 2013 року «TVP Szczecin» вийшов з групи «TVP Info».
- 2 січня 2016 року телеканал перейменовано на «TVP3 Szczecin».